# Palaeovespa scudderi
Palaeovespa scudderi är en getingart som beskrevs av Cockerell 1906. Palaeovespa scudderi ingår i släktet Palaeovespa och familjen getingar. Inga underarter finns listade i Catalogue of Life.